# Humphrey Max Macaré
Humphrey Max Macaré (Bandung, Java, 12 oktober 1921 - Rawicz, 30 april 1944) was tijdens de Tweede Wereldoorlog Engelandvaarder en SOE-agent.
Macaré was marconist van Hendrik Reinder Steeksma. Hij gebruikte ook de namen Barend Merens en M. Mebins, en maakte deel uit van Plan Holland. Op 24 oktober 1942 werd hij vanuit Engeland geparachuteerd in de buurt van Steenwijk, waar hij meteen door de Duitsers gearresteerd werd. Het Englandspiel was al een paar maanden in volle gang.
Macaré werd op 30 april 1944 in Rawicz gefusilleerd, samen met onder meer Jacob Bakker, Arie Mooy, Felix Dono Ortt, Hermanus Parlevliet en Charles Christiaan Pouwels.